# Johann Anton de Klyher
Johann Anton de Klyher war ein deutscher Hof- und Theatermaler im 18. Jahrhundert sowie ein Kupferstecher und Kunstkritiker.:

## Leben
1722 arbeitete Johann Anton de Klyher für den „Kurfürsten, Erzbischof und leidenschaftlichen Kunstsammler Lothar Franz von Schönborn“. In dessen neu erbauten Schloß Weißenstein in Pommersfelden begutachtete de Klyther des Fürsten nicht jedermann zugängliche Galerie und dichtete darüber:

„... ganz Deutschland, Frankreich, Rom mit Kurtzem nur zu sagen, hat ihren besten Schatz nach Pommers-Feld getragen.“

1727 zeichnete und stach de Klyher Ansichten aus Hannover. Später war der „Hochfürstliche Hofmaler und Kunstkammerarius“ de Klyher von 1729 bis 1731 an der Ausstattung des Schlosses Belvedere in Weimar beteiligt.

## Werke (unvollständig)

### Schriften
Ausführliche und gründliche Specification derer Kunstreichen, kostbahren und sehenswürdigen Gemählden welche auf der Schilderey = Cammer der Hoch=Fürstl. Sächsischen Residenz Wilhelms=Burg zu Weimar anzutreffen sind, Daselbst gedruckt mit Mumbachischen Schrifften, 1729

### Zeichnungen / Stiche

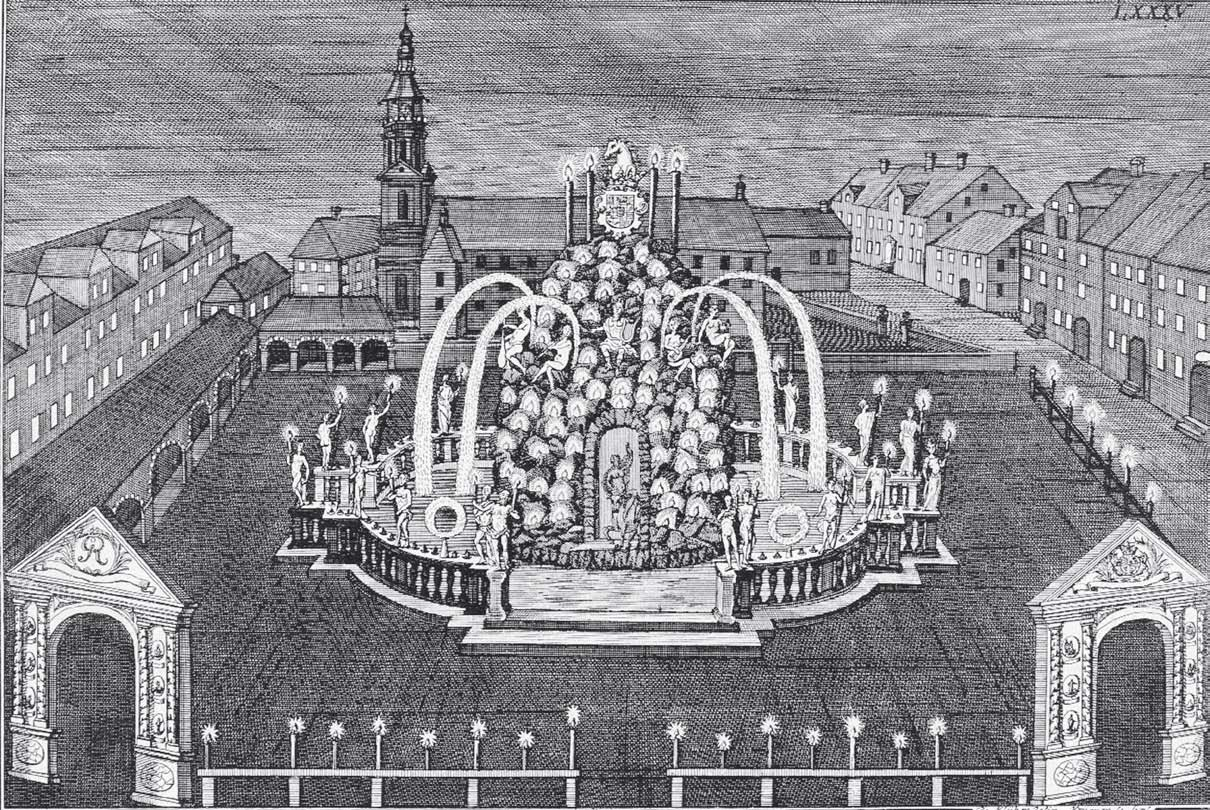
Der Neustädter Markt (mit dem Parnaßbrunnen), 1727

Im Besitz der Gottfried Wilhelm Leibniz Bibliothek finden sich folgende Werke Klyhers:
- Der Holzmarkt, Kupferstich von Johann Gottfried Krüger nach de Klyher, 1727, aus: Umständliche Beschreibung der Hannöverischen Freuden-Bezeugungen an dem hohen Krönungs-Tage Georg des Andern, Königs von Groß-Britannien ...und Carolinen Wilhelminen im Jahr 1727, Hannover 1728[4], mit gestochener Titelvignette und 49 (7 gefalteten) Kupfertafeln[5]
- Der Neustädter Markt (mit dem Parnaßbrunnen), 1727 gestochen und gezeichnet von de Klyher, in Umständliche Beschreibung ...[4]